# Samsung Galaxy A6s
O Samsung Galaxy A6s é um smartphone Android de gama média produzido pela Samsung Electronics como parte da série Samsung Galaxy A. Foi apresentado em 24 de outubro de 2018. É o primeiro smartphone Galaxy não fabricado pela Samsung, mas pela Wingtech. Lançado juntamente com o Samsung Galaxy A9s, destina-se ao mercado chinês.
A sua principal caraterística é o ecrã LCD infinito de 6 polegadas com margens curvas, semelhante ao Samsung Galaxy A8 / A9 (2018). Tem um ecrã infinito de 6 polegadas.

## Especificações
O A6s possui um ecrã LCD TFT de 6,0 polegadas Full HD+ PLS TFT com uma proporção de 18:9. Ao contrário dos smartphones anteriores da série Samsung Galaxy A, este dispositivo utiliza um painel LCD em vez de um ecrã Super AMOLED. O ecrã apresenta bordas curvas, semelhante ao ecrã infinito do S9, mas com molduras maiores e sem ecrã curvo.
A configuração de câmara dupla inclui um sensor principal de 12 MP f/1.8 para fotografia normal e um sensor de profundidade de 5 MP para efeitos como o bokeh. A câmara frontal é um sensor de 12 MP.
Ele executa o Android 8.1.0 “Oreo” com o Samsung Experience 9.5 fora da caixa. O smartphone possui o Qualcomm Snapdragon 660 SoC, que consiste em um processador octa core com 4 núcleos Kryo 260 GHz de 2,2 desempenho e 4 núcleos Kryo 260 GHz eficientes de 1,8 GHz e GPU Adreno 512, esportes 6 GB / 8 GB de RAM e 128 GB de armazenamento interno expansível até 256 GB via slot para cartão MicroSD dedicado.

## Disponibilidade
O A6 só foi lançado e disponibilizado no mercado chinês a partir de novembro de 2018. Não foram anunciados planos para lançar o dispositivo noutros mercados.